# Jaroslav Šašel
Jaroslav Šašel (* 21. Januar 1924 in Šmarje pri Jelšah; † 25. März 1988 in Ljubljana) war ein jugoslawischer Provinzialrömischer Archäologe und Epigraphiker.

## Leben und Werk
Jaroslav Šašel, der Sohn des Arbeiters Josip Šašel und der Therezija Filipowsky, besuchte von 1930 bis 1935 die Volksschule und ab 1935 das Gymnasium, zunächst in Maribor, von 1936 bis 1943 in Ljubljana. Er konnte sein Studium nicht sofort beginnen, sondern musste in einem Strafbataillon Kriegsdienst leisten. Ab 1947 studierte er Archäologie und Alte Geschichte an der Universität Ljubljana, vor allem bei dem Archäologen Josip Korošec und dem Historiker Fran Zwitter, und erwarb 1950 in beiden Fächern das Bacchalaureat. Von 1951 bis 1961 arbeitete er als Assistent am Archäologischen Seminar der Universität, ab 1961 am Archäologischen Institut der Slowenischen Akademie der Wissenschaften und Künste.
Forschungsaufenthalte führten Šašel an die Universität Graz, an die École française d’Athènes und an das Institute for Advanced Study (1969/70 und 1981/82). Sein internationales Ansehen zeigen Mitgliedschaften in verschiedenen wissenschaftlichen Vereinigungen: Er war Ehrenmitglied der Deputazione di Storia Patria per le Venezie und der Society of Antiquaries of London, korrespondierendes Mitglied des Deutschen Archäologischen Instituts sowie des Österreichischen Archäologischen Instituts, auswärtiges Mitglied des Zentrums für Epigraphik und Numismatik in Belgrad und seit 1985 korrespondierendes Mitglied der Slowenischen Akademie der Wissenschaften und Künste.
Šašel beschäftigte sich intensiv mit den archäologischen und insbesondere epigraphischen Zeugnissen der Altertumsgeschichte Sloweniens. Er veröffentlichte mehrere Einzelstudien zur römischen Siedlungsgeschichte von Emona, das auf dem Gebiet von Ljubljana lag. Mehrere Schriften veröffentlichte er zusammen mit seiner Frau Ana Šašel (1921–2001), einer Klassischen Philologin und Bibliothekarin, so 1955 einen archäologischen Reiseführer durch Emona und 1963 sowie 1978 Editionen neu entdeckter lateinischer Inschriften. Darüber hinaus beteiligte er sich an internationalen Projekten wie der Tabula Imperii Romani (Beteiligung am Blatt L-33, Triest, erschienen 1961; Verfasser des Blattes K-34, Naissus, erschienen 1978), der Prosopographia Imperii Romani (Band 4, erschienen 1966) und Paulys Realenzyklopädie der klassischen Altertumswissenschaft, für die er zahlreiche detaillierte Ortsartikel schrieb.
Jaroslav Šašel war Vater der Archäologin Marjeta Šašel Kos.

## Schriften (Auswahl)
- Pogled v emonske plasti. 1951
- mit Ana Šašel: Vodnik po Emoni. Ljubljana 1955
- mit Ana Šašel: Inscriptiones Latinae quae in Iugoslavia inter annos MCMXL et MCMLX repertae et editae sunt. Accedunt corrigenda ad volumen I operis V. Hoffiller et B. Saria, Antike Inscriften aus Jugoslavien, Zagreb 1938, indices, tabulae geographicae duae. Ljubljana 1963 (Situla 5).
- Živa antika. Skopje 1963
- mit Ana Šašel: Inscriptiones latinae quae in Iugoslavia inter annos MCMLX et MCMLXX repertae et editae sunt. Accedunt nonnullae ad annos MCMXL-MCMLX pertinentes (praecipue in ephemeride Vjesnik za arheologiju i historiju dalmatinsku editae). Ljubljana 1978 (Situla 19).
- Opera selecta. Ljubljana 1992 (Situla 30)